# Монино (Великолукский район)
Монино — деревня в Великолукском районе Псковской области России. Входит в состав сельского поселения «Лычёвская волость».
Расположена в 9 км к юго-востоку от центра города Великие Луки и в 1 км к северо-западу от деревни Дубрава-2.

## Население
Численность населения по оценке на 2000 год составляла 22 жителя, на 2010 год — 24 жителя.